# Лефевр ДʼЭтапль, Жак
Жак Лефевр дʼЭтапль (фр. Jacques Lefèvre d'Étaples), Якоб Фабер (лат. Jacobus Faber Stapulensis) (1450, Этапль, Пикардия, Королевство Франция — март 1536, Нерак, Гиень, Королевство Франция) — французский гуманист: философ и теолог, математик, теоретик музыки, преподаватель Сорбонны. Приверженец герметизма. Наиболее известен как первый переводчик на французский язык полного текста Библии (так называемой Библии Жака Лефевра, 1530). По мнению некоторых исследователей,  в эпоху Возрождения Лефевр был не менее знаменит, чем Эразм Роттердамский.

## Биография

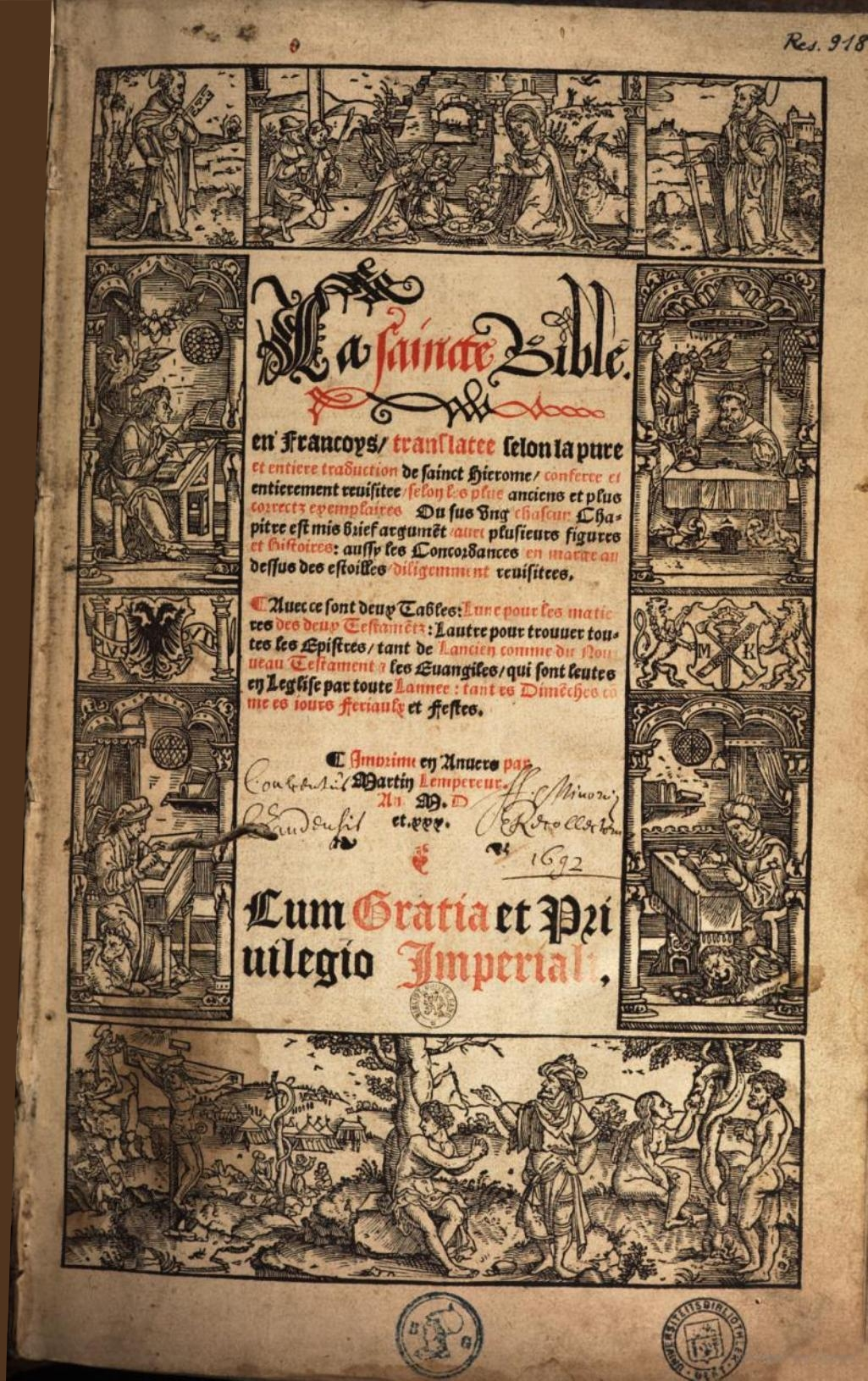
Титульный лист Библии в переводе Якоба Фабера, 1530

Родился в Этапле (город в Пикардии, между Аррасом и Кале), отсюда лат. Stapulensis. Сведения о раннем периоде жизни отсутствуют. Около 1475 поселился в Париже. Обучался в Парижском университете под началом Георгия Эрмонима. Трижды (1491-1492, 1499-1500 и 1507) посещал Италию, где слушал лекции Аргиропула, общался с видными итальянскими философами Марсилио Фичино и Пико делла Мирандолой. Много преподавал в Сорбонне, где среди его учеников были Франсуа Ватабль, Гильом Фарель, Маргарита Наваррская, математик и богослов Шарль Бовель, Гийом Брисонне и другие. Когда Брисонне был назначен епископом Мо (1521), Лефевр стал при нём генеральным викарием и возглавил сформировавшийся в этом городе гуманистический кружок (группа Мо), который просуществовал до 1526 года. Наиболее радикальные участники кружка критиковали столь важные католические догматы, как непогрешимость папы и культ Девы Марии. Город Мо сделался своего рода очагом реформационных воззрений .
В 1525, в период пленения Франциска I после битвы при Павии, Лефевр был вынужден бежать в Страсбург; после возвращения короля назначен библиотекарем королевского замка в Блуа, а затем наставником его детей .
В 1530 году в Антверпене Лефевр опубликовал Библию в собственном переводе (на французский язык). В отличие от близкого по времени лютеровского перевода, версия Лефевра базировалась не на еврейских и греческих оригиналах, а на Вульгате. Интерес Лефевра к лютеранскому тезису об оправдании верой; синкретизм его воззрений, связывавших христианский гуманизм с неоплатонизмом и мистицизмом, вызвали крайнее неудовольствие у ортодоксальных богословов. «Церковь обрушила на сторонников Лефевра репрессии. Спасло их лишь заступничество Маргариты Наваррской, во многом разделявшей новые идеи, и поддержка самого Франциска I» . Маргарита предоставила Лефевру убежище в своей вотчине в Нераке в 1531 году, где он и провёл остаток жизни. Именно здесь, по всей видимости, в 1533 году состоялась встреча Кальвина с Лефевром .

## Деятельность
Своими комментариями к Аристотелю внёс ценный вклад в философскую литературу того времени. В работах по логике следовал направлению, родственному так называемым «терминистам» (одно из подразделений средневековых номиналистов), и образовал целую школу «фабристов», весьма распространённую во Франции и Германии. Издал (с комментариями):
- «Основы арифметики», в 10 книгах (Elementa arithmeticae, Париж, 1496), комментарий к «Арифметике» Иордана Неморария;
- трактат Аристотеля «Никомахова этика» (три различных латинских перевода, 1497);
- «Трактат о сфере» Иоанна де Сакробоско;
- два сочинения, которые приписывались Гермесу Трисмегисту: латинский перевод трактата «Поймандр», осуществленный Фичино в 1463 г., и выполненный во II в. н.э. латинский перевод трактата «Асклепий» [12] (1505);
- собственную (латинскую) редакцию Псалтири на основе сравнения четырёх традиционных её версий («Quintuplex Psalterium», 1509);
- Послания апостола Павла (1512; собственный перевод в сочетании с текстом Вульгаты);
- полное собрание сочинений Николая Кузанского (1514);
- «Метафизику» Аристотеля (две различные латинские версии, 1515);
- «Начала Евклида» (Geometria Euclidis Megarensis. Париж, 1516).

### Авторские труды
- Трактат «О натуральной магии» (1494). Труд не был опубликован, а его автор всячески избегал упоминания о нём [13]. Научное издание трактата осуществлено лишь в 2018 году.

Учебники по всем дисциплинам квадривия, неоднократно переиздававшиеся во Франции, в том числе:
- «Основы музыки», в 4 книгах (Elementa musicalia, Париж, 1496), в традициях пифагорейской «музыкальной» арифметики Боэция;
- «Краткое изложение Арифметики божественного Северина Боэция» (Epitome… in libros arithmeticos divi Severini Boetii; там же, 1496);
- «Игра ритмимахия, которая именуется и битвой чисел» (Rithmimachiae ludus; там же, 1496);
- «Введение в астрономию», в 2 книгах (Introductorium astronomicum theorias corporum coelestium duobus libris complectens; там же, 1517).

В своих трудах по теории музыки предложил математический способ деления целого тона на две равные части — проблема, которая занимала умы учёных музыкантов на протяжении полутора тысячелетий (см. Темперация).
- Комментарии к Четвероевангелию (1525).

## Лефевр и Рабле
Среди многочисленных персонажей пятикнижия Франсуа Рабле — богослов Гиппофадей, который никогда не был женат, зато дает советы Панургу касательно женитьбы. Возможный прототип этого персонажа — Лефевр д'Этапль .